# Nhật ký tự do của tôi
My Liberation Notes (tiếng Hàn: 나의 해방일지; Romaja: Naui Haebangilji) là một bộ phim truyền hình của Hàn Quốc ra mắt năm 2022 với sự tham gia của Lee Min-ki, Kim Ji-won, Son Seok-koo và Lee El. Phim được phát sóng trên đài JBTC vào khung giờ 22:30 (KST) Thứ Bảy và Chủ nhật. Đồng thời phim sẽ được phát sóng trên nền tảng dịch vụ xem phim trực tuyến Netflix.

## Nội dung
Phim là câu chuyện về ba chị em ruột và một người lạ bí ẩn mong muốn được "giải phóng" khỏi cuộc sống bực bội của họ. Lấy bối cảnh ở làng Sanpo, một nơi mà nhiều người rời đi hơn là chuyển đến, ba chị em Yeom, Mi Jung, Chang Hee và Ki Jung đều muốn thoát khỏi một cuộc sống bị tắc nghẽn bởi 'không có câu trả lời'. Một ngày nọ, một người đàn ông bí ẩn tên là ông Goo đột nhiên chuyển đến khu phố của họ. Anh ta là một kẻ say xỉn và có vẻ như anh có nhiều gánh nặng và bí mật.

## Diễn viên

### Vai chính
- Lee Min-ki vai Yeom Chang-hee[1]
- Kim Ji-won vai Yeom Mi-jung[1]
- Son Seok-koo vai Mr. Goo[1]
- Lee El vai Yeom Ki-jung[4]

### Vai phụ
- Lee Ki-woo vai Jo Tae-hoon[5]
- Chun Ho-jin vai Yeom Je-ho[6]
- Jeon Hye-jin vai Hyun-ah[7]
- Lee Kyung-seong vai Kwak Hye-suk[8]
- Park Soo-young vai Park Sang-min[9]
- Jung Soo-young vai Jo Kyung-sun[9]
- Kim Ro-sa vai Jo Hee-sun[9]
- Yang Jun-myung vai Lee Min-gyu[10]

## Sản xuất

### Phát triển
Vào ngày 24 tháng 9 năm 2021, Chorokbaem Media thông báo đã ký hợp đồng với JTBC Studios để sản xuất và sẽ được phát hành bởi JBTC với "kinh phí 8 tỷ won cho 16 tập".

### Quay phim
Vào ngày 5 tháng 10 năm 2021, có thông tin cho rằng bộ phim quá trình quay phim chính đang được tiến hành.

## Nhạc phim

### Phần 1
| Phát hành vào 10 tháng 4, 2022 | Phát hành vào 10 tháng 4, 2022 | Phát hành vào 10 tháng 4, 2022 | Phát hành vào 10 tháng 4, 2022 | Phát hành vào 10 tháng 4, 2022 | Phát hành vào 10 tháng 4, 2022 |
| STT                            | Nhan đề                        | Phổ lời                        | Phổ nhạc                       | Nghệ sĩ                        | Thời lượng                     |
| ------------------------------ | ------------------------------ | ------------------------------ | ------------------------------ | ------------------------------ | ------------------------------ |
| 1.                             | "Deeply" (푹)                  | Hen                            | Hen Zist                       | Hen                            | 3:38                           |
| 2.                             | "Deeply" (푹; Inst.)           |                                | Hen Zist                       |                                | 3:38                           |
| Tổng thời lượng:               | Tổng thời lượng:               | Tổng thời lượng:               | Tổng thời lượng:               | Tổng thời lượng:               | 7:16                           |

### Phần 2
| Phát hành vào 16 tháng 4, 2022 | Phát hành vào 16 tháng 4, 2022              | Phát hành vào 16 tháng 4, 2022 | Phát hành vào 16 tháng 4, 2022 | Phát hành vào 16 tháng 4, 2022 | Phát hành vào 16 tháng 4, 2022 |
| STT                            | Nhan đề                                     | Phổ lời                        | Phổ nhạc                       | Nghệ sĩ                        | Thời lượng                     |
| ------------------------------ | ------------------------------------------- | ------------------------------ | ------------------------------ | ------------------------------ | ------------------------------ |
| 1.                             | "To be together" (함께 할 수 있기를)        | Jayins                         | Jayins Naiv                    | Lee Jun-hyung                  | 3:53                           |
| 2.                             | "To be together" (함께 할 수 있기를; Inst.) |                                | Jayins Naiv                    |                                | 3:53                           |
| Tổng thời lượng:               | Tổng thời lượng:                            | Tổng thời lượng:               | Tổng thời lượng:               | Tổng thời lượng:               | 7:46                           |

### Phần 3
| Phát hành vào 17 tháng 4, 2022 | Phát hành vào 17 tháng 4, 2022 | Phát hành vào 17 tháng 4, 2022 | Phát hành vào 17 tháng 4, 2022 | Phát hành vào 17 tháng 4, 2022 | Phát hành vào 17 tháng 4, 2022 |
| STT                            | Nhan đề                        | Phổ lời                        | Phổ nhạc                       | Nghệ sĩ                        | Thời lượng                     |
| ------------------------------ | ------------------------------ | ------------------------------ | ------------------------------ | ------------------------------ | ------------------------------ |
| 1.                             | "Laggard" (느림보)             | MaO                            | Jayins Naiv                    | Shin You-me                    | 3:28                           |
| 2.                             | "Laggard" (느림보; Inst.)      |                                | Jayins Naiv                    |                                | 3:28                           |
| Tổng thời lượng:               | Tổng thời lượng:               | Tổng thời lượng:               | Tổng thời lượng:               | Tổng thời lượng:               | 7:56                           |

### Phần 4
| Phát hành vào 23 tháng 4, 2022 | Phát hành vào 23 tháng 4, 2022 | Phát hành vào 23 tháng 4, 2022 | Phát hành vào 23 tháng 4, 2022 | Phát hành vào 23 tháng 4, 2022 | Phát hành vào 23 tháng 4, 2022 |
| STT                            | Nhan đề                        | Phổ lời                        | Phổ nhạc                       | Nghệ sĩ                        | Thời lượng                     |
| ------------------------------ | ------------------------------ | ------------------------------ | ------------------------------ | ------------------------------ | ------------------------------ |
| 1.                             | "That Day" (그런 날)           | Hanroro                        | The Orchard                    | The Orchard                    | 3:02                           |
| 2.                             | "That Day" (그런 날; Inst.)    |                                | The Orchard                    |                                | 3:02                           |
| Tổng thời lượng:               | Tổng thời lượng:               | Tổng thời lượng:               | Tổng thời lượng:               | Tổng thời lượng:               | 6:04                           |

### Phần 5
| Phát hành vào 24 tháng 4, 2022 | Phát hành vào 24 tháng 4, 2022 | Phát hành vào 24 tháng 4, 2022 | Phát hành vào 24 tháng 4, 2022 | Phát hành vào 24 tháng 4, 2022 | Phát hành vào 24 tháng 4, 2022 |
| STT                            | Nhan đề                        | Phổ lời                        | Phổ nhạc                       | Nghệ sĩ                        | Thời lượng                     |
| ------------------------------ | ------------------------------ | ------------------------------ | ------------------------------ | ------------------------------ | ------------------------------ |
| 1.                             | "Be My Birthday"               | Naiv                           | 9duck                          | Ha Hyun-sang                   | 3:14                           |
| 2.                             | "Be My Birthday" (Inst.)       |                                | 9duck                          |                                | 3:14                           |
| Tổng thời lượng:               | Tổng thời lượng:               | Tổng thời lượng:               | Tổng thời lượng:               | Tổng thời lượng:               | 6:28                           |

### Phần 6
| Phát hành vào 30 tháng 4, 2022 | Phát hành vào 30 tháng 4, 2022 | Phát hành vào 30 tháng 4, 2022 | Phát hành vào 30 tháng 4, 2022 | Phát hành vào 30 tháng 4, 2022 | Phát hành vào 30 tháng 4, 2022 |
| STT                            | Nhan đề                        | Phổ lời                        | Phổ nhạc                       | Nghệ sĩ                        | Thời lượng                     |
| ------------------------------ | ------------------------------ | ------------------------------ | ------------------------------ | ------------------------------ | ------------------------------ |
| 1.                             | "We Sink"                      | Naiv                           | Naiv                           | Sway                           | 3:26                           |
| 2.                             | "We Sink" (Inst.)              |                                | Naiv                           |                                | 3:26                           |
| Tổng thời lượng:               | Tổng thời lượng:               | Tổng thời lượng:               | Tổng thời lượng:               | Tổng thời lượng:               | 6:52                           |

### Phần 7
| Phát hành vào 1 tháng 5, 2022 | Phát hành vào 1 tháng 5, 2022  | Phát hành vào 1 tháng 5, 2022 | Phát hành vào 1 tháng 5, 2022 | Phát hành vào 1 tháng 5, 2022 | Phát hành vào 1 tháng 5, 2022 |
| STT                           | Nhan đề                        | Phổ lời                       | Phổ nhạc                      | Nghệ sĩ                       | Thời lượng                    |
| ----------------------------- | ------------------------------ | ----------------------------- | ----------------------------- | ----------------------------- | ----------------------------- |
| 1.                            | "My Spring" (나의 봄은)        | Seo Dong-seong                | Park Seong-il                 | Lee Su-hyun                   | 4:12                          |
| 2.                            | "My Spring" (나의 봄은; Inst.) |                               | Park Seong-il                 |                               | 4:12                          |
| Tổng thời lượng:              | Tổng thời lượng:               | Tổng thời lượng:              | Tổng thời lượng:              | Tổng thời lượng:              | 8:24                          |

### Phần 8
| Phát hành vào 7 tháng 5, 2022 | Phát hành vào 7 tháng 5, 2022 | Phát hành vào 7 tháng 5, 2022 | Phát hành vào 7 tháng 5, 2022 | Phát hành vào 7 tháng 5, 2022 | Phát hành vào 7 tháng 5, 2022 |
| STT                           | Nhan đề                       | Phổ lời                       | Phổ nhạc                      | Nghệ sĩ                       | Thời lượng                    |
| ----------------------------- | ----------------------------- | ----------------------------- | ----------------------------- | ----------------------------- | ----------------------------- |
| 1.                            | "Diamond" (다이아몬드)        | Hanroro                       | 9duck                         | 9duck                         | 3:04                          |
| 2.                            | "Diamond" (다이아몬드; Inst.) |                               | 9duck                         |                               | 3:04                          |
| Tổng thời lượng:              | Tổng thời lượng:              | Tổng thời lượng:              | Tổng thời lượng:              | Tổng thời lượng:              | 6:08                          |

### Phần 9
| Phát hành vào 8 tháng 5, 2022 | Phát hành vào 8 tháng 5, 2022                     | Phát hành vào 8 tháng 5, 2022 | Phát hành vào 8 tháng 5, 2022 | Phát hành vào 8 tháng 5, 2022 | Phát hành vào 8 tháng 5, 2022 |
| STT                           | Nhan đề                                           | Phổ lời                       | Phổ nhạc                      | Nghệ sĩ                       | Thời lượng                    |
| ----------------------------- | ------------------------------------------------- | ----------------------------- | ----------------------------- | ----------------------------- | ----------------------------- |
| 1.                            | "A Kind Of Confession" (일종의 고백; Female Ver.) | Lee Young-hoon                | Lee Young-hoon                | Hen                           | 2:58                          |
| 2.                            | "A Kind Of Confession" (일종의 고백; Male Ver.)   | Lee Young-hoon                | Lee Young-hoon                | Kwak Jin-eon                  | 3:56                          |
| Tổng thời lượng:              | Tổng thời lượng:                                  | Tổng thời lượng:              | Tổng thời lượng:              | Tổng thời lượng:              | 6:54                          |

## Tỷ lệ người xem
| Mùa | Mùa | Số tập | Số tập | Số tập | Số tập | Số tập | Số tập | Số tập | Số tập | Số tập | Số tập | Số tập | Số tập | Số tập | Số tập | Số tập | Số tập | Trung bình |
| Mùa | Mùa | 1      | 2      | 3      | 4      | 5      | 6      | 7      | 8      | 9      | 10     | 11     | 12     | 13     | 14     | 15     | 16     | Trung bình |
| --- | --- | ------ | ------ | ------ | ------ | ------ | ------ | ------ | ------ | ------ | ------ | ------ | ------ | ------ | ------ | ------ | ------ | ---------- |
|     | 1   | 651    | 622    | 574    | 538    | 579    | 900    | 769    | 902    | 848    | 1006   | 987    | 1075   | 1002   | 1115   | 1283   | TBD    | TBD        |

| Tập | Ngày phát sóng      | Tỷ lệ người xem trung bình (Nielsen Korea) | Tỷ lệ người xem trung bình (Nielsen Korea) |
| Tập | Ngày phát sóng      | Toàn quốc                                  | Seoul                                      |
| --- | ------------------- | ------------------------------------------ | ------------------------------------------ |
| 1 | 9 tháng 4 năm 2022  | 2.941% (5th)                               | 3.057% (5th)                               |
| 2 | 10 tháng 4 năm 2022 | 3.018% (5th)                               | 3.236% (3rd)                               |
| 3 | 16 tháng 4 năm 2022 | 2.552% (8th)                               | 2.862% (6th)                               |
| 4 | 17 tháng 4 năm 2022 | 2.325% (7th)                               | 2.292% (8th)                               |
| 5 | 23 tháng 4 năm 2022 | 2.766% (7th)                               | 2.874% (5th)                               |
| 6 | 24 tháng 4 năm 2022 | 3.832% (4th)                               | 3.971% (4th)                               |
| 7 | 30 tháng 4 năm 2022 | 3.306% (5th)                               | 3.541% (5th)                               |
| 8 | 1 tháng 5 năm 2022  | 3.876% (4th)                               | 4.155% (4th)                               |
| 9 | 7 tháng 5 năm 2022  | 3.625% (1st)                               | 4.259% (1st)                               |
| 10 | 8 tháng 5 năm 2022  | 4.594% (2nd)                               | 5.242% (2nd)                               |
| 11 | 14 tháng 5 năm 2022 | 4.127% (1st)                               | 4.615% (1st)                               |
| 12 | 15 tháng 5 năm 2022 | 5.013% (1st)                               | 5.671% (1st)                               |
| 13 | 21 tháng 5 năm 2022 | 4.863% (1st)                               | 5.045% (1st)                               |
| 14 | 22 tháng 5 năm 2022 | 6.152% (1st)                               | 6.519% (1st)                               |
| 15 | 28 tháng 5 năm 2022 | 5.993% (1st)                               | 6.781% (1st)                               |
| 16 | 29 tháng 5 năm 2022 |                                            |                                            |
| Trung bình | Trung bình          | %                                          | %                                          |
| - Trong bảng trên đây, số màu xanh biểu thị cho tỷ lệ người xem thấp nhất và số màu đỏ biểu thị cho tỷ lệ người xem cao nhất. - Bộ phim này được phát sóng trên hệ thống các kênh truyền hình cáp/trả phí nên số lượng người xem thấp hơn so với truyền hình miễn phí (ví dụ như KBS, SBS, MBC hay EBS). |                     |                                            |                                            |

## Giải thưởng và đề cử
| Năm  | Giải thưởng                           | Hạng mục                                           | Đề cử                     | Kết quả   | Ref.          |
| ---- | ------------------------------------- | -------------------------------------------------- | ------------------------- | --------- | ------------- |
| 2022 | APAN Star Awards                      | Cặp đôi đẹp nhất                                   | Son Seok-koo & Kim Ji-won | Đề cử     | [ 29 ] [ 30 ] |
| 2022 | APAN Star Awards                      | Nữ diễn viên phụ xuất sắc nhất                     | Lee El                    | Đề cử     | [ 29 ] [ 30 ] |
| 2022 | APAN Star Awards                      | Biên kịch xuất sắc nhất                            | Park Hae-young            | Đề cử     | [ 29 ] [ 30 ] |
| 2022 | APAN Star Awards                      | Phim truyền hình của năm                           | My Liberation Notes       | Đề cử     | [ 29 ] [ 30 ] |
| 2022 | APAN Star Awards                      | Nam diễn viên xuất sắc nhất thể loại phim ngắn tập | Son Seok-koo              | Đề cử     | [ 29 ] [ 30 ] |
| 2022 | APAN Star Awards                      | Nữ diễn viên xuất sắc nhất thể loại phim ngắn tập  | Kim Ji-won                | Đề cử     | [ 29 ] [ 30 ] |
| 2022 | APAN Star Awards                      | Ngôi sao nam được yêu thích nhất                   | Son Seok-koo              | Đề cử     | [ 29 ] [ 30 ] |
| 2022 | Giải thưởng phim truyền hình Hàn Quốc | Nam diễn viên xuất sắc                             | Lee Ki-woo                | Đoạt giải | [ 31 ]        |